# Lars Ulrich Sørensen
Lars Ulrich Sørensen  (né le 30 juillet 1984) est un coureur cycliste danois.

## Palmarès
- 2001
  -  Champion du Danemark du contre-la-montre par équipes juniors
- 2008
  - Tour de Fyen
- 2009
  - 3e du championnat du Danemark du contre-la-montre par équipes

## Classements mondiaux
| Année           | 2007  | 2008 | 2009  |
| --------------- | ----- | ---- | ----- |
| UCI Europe Tour | 1272e | 418e | 1201e |